# Гонобоблева, Татьяна Павловна
Татья́на Па́вловна Гонобо́блева (до 1971 — Семёнова) (19 января 1948 — 28 мая 2007) — советская волейболистка, игрок сборной СССР (1971—1974). Олимпийская чемпионка 1972, победитель розыгрыша Кубка мира 1973, чемпионка Европы 1971. Заслуженный мастер спорта СССР (1972). Игровая функция — связующая.

## Биография
Родилась и начала заниматься волейболом в Ленинграде. Первый тренер — В. А. Гладкова.
Выступала за команды: 1965—1968 — «Спартак» (Ленинград), 1969—1979 — «Буревестник» (Ленинград). Серебряный призёр чемпионатов СССР 1969 и 1970. В составе сборной Ленинграда стала серебряным призёром Спартакиады народов СССР 1971.
В 1973 году в составе студенческой сборной СССР стала победительницей Всемирной Универсиады.
В сборной СССР в официальных соревнованиях выступала в 1971—1974 годах. В её составе: олимпийская чемпионка 1972, серебряный призёр чемпионата мира 1974, победитель первого розыгрыша Кубка мира 1973, чемпионка Европы 1971.
После завершения спортивной карьеры работала тренером.
Награждена орденом «Знак Почёта».

## Источник
- Волейбол. Энциклопедия / Сост. В. Л. Свиридов, О. С. Чехов. — Томск: Компания «Янсон», 2001.